# ゴールドマン・サックス
ゴールドマン・サックスは、アメリカ合衆国の企業であるザ・ゴールドマン・サックス・グループ・インク（The Goldman Sachs Group, Inc.）、または同社を中核とする金融系企業グループを指す。金融グループとして、株式・債券・通貨・不動産取引のブローカー業務、貸付・保険・投資銀行業務にくわえ、プライベート・バンキング等も行う。GPIF年金運用委託先の一つ。
ゴールドマンは創業者のマーカス・ゴールドマンから、サックスとは後に参加した義理の息子であったサミュエル・サックスからとられている。

## 歴史
普仏戦争勃発の前年、バイエルン王国のユダヤ人マーカス・ゴールドマン（Marcus Goldman）が信用手形引受を営みはじめた。1885年、ルートヴィヒ・ドレフュスが参加。2年後にクラインワート商会（Kleinwort, 現在二つの法人に継承されている。ソシエテ・ジェネラルとコメルツ銀行）と提携。1896年、ニューヨーク証券取引所へ参入。1906年、シアーズを買収し株式公開した。

### 投信ピラミッド
1920年代末という世界恐慌直前期に、ゴールドマン・サックスは典型となる投信ピラミッド（シャドー・バンキング・システム）の構築に大きな役割を果した。セントラル（Central States Electric Corporation）と共同出資で子会社GSTC（Goldman Sachs Trading Corporation）を設立した。セントラルは1912年、アメリカ投信を草分けるハリソン・ウィリアムズ（Harrison Williams）が仕掛け人となって設立された。彼はギャランティ（Guaranty Trust, 現JPモルガン）から貸付を受けて、オハイオ州で活動するクリーブランド電灯会社の発行する普通株残高の6割ほどを572万4000ドルで買った。ウィリアムズはク電株をそっくりセントラルに引渡し、代わりにセントラル証券を受け取った。
1922年、セントラルは社債償還のためにク電株を現金化し、これに銀行借入金をあわせてノース・アメリカン（North American Edison Company）の普通株を買った。GSTCを核に膨れたウィリアムズの投信ピラミッドが別途資金を調達し、購入は1929年まで継続した。ノース・アメリカンの収益と株価がセントラルの経営を左右するほどの資産構成となった。資本充実の原則などなく堂々と系列内の投信間で株式の持ち合いをし、巨大な公共事業を実態の伴わない資金で掌握してしまい、また株価操作用の資金プールを使わずして株価を上昇させたのである。ノース・アメリカンは1923年から定期的に10％の普通株式配当を行った。株式配当額は、ノース・アメリカン傘下の公益事業子会社が現実に生んだ収益を凌駕するようになった。このファンダメンタルを無視したピラミッドは、エジソン系のインサル帝国やエバスコと連結していた。

### MT破綻とワインバーグ
1931年、マニュファクチャーズ・トラスト（Manufacturers Trust Company, 現JPモルガン）が破綻し、同社へ多額の投資をしていたGSTCがアトラスグループ（Atlas Corporation）に吸収された。1933年、アトラスはGTSCとウィリアムズのセントラル・ピラミッドを吸収合併した。また、ワラス・グラヴズ（Wallace Groves）のエクイティ・コーポレーションはユナイテッド・ファウンダーズを中心に吸収合併を進め、21の投信を傘下に収めた。ユナイテッドは、主にハリス・フォーブズ（Harris, Forbes & Co., 現JPモルガン）をスポンサーとして、セントラル・ピラミッド内部で会計上の循環により創出された利益を収束させる事業体であった。ユナイテッドは証券取引委員会の精査を受け、1940年投資会社法まで一連の規制をつくらせた立法事実として歴史に刻まれた。
投信ピラミッドを断罪されたゴールドマン・サックスであったが、その社会的地位を戦後にわたり保証する男がいた。1927年から共同経営者となったシドニー・ワインバーグ（Sidney Weinberg）である。親交のあったフランクリン・ルーズベルト大統領は1933年、ワインバーグにアメリカ商務省経済顧問計画会議（Business Advisory and Planning Council）を設立させた。この機関はニューディール政策をめぐり政府と民間の交渉を担当した。1942年、バーナード・バルークの肝いりで設立されたウォー・プロダクション・ボード（WPB）の議長補佐官にワイバーグが推された。ワインバーグは戦後フォード・モーターやゼネラル・エレクトリックのような数々の大企業に経営顧問として招かれた。この間にアメリカの投信は力を取り戻していった。

### 店頭市場から機関化
1950年代に敏腕トレーダーのガス・レヴィが店頭ブロック取引を開拓。1956年11月、フォードが株式公開したときにゴールドマンは共同幹事として活躍した。1967年10月、アルキャン株のブロック取引も取り仕切った。
店頭市場での私募証券取引は特定の目的があった。1940年投資会社法は、投資会社が他の投資会社の既発行議決権付株式の3％以上を取得してはならないと定めていた。もはや投信ピラミッドは組めないので、メロン財閥やゴールドマンをふくむ共通のスポンサーや引受人が複数の投信会社を統括するファンド複合体がつくられていったのである。1960年代には海外に投信ピラミッドをつくるようになった。それがファンド・オブ・ファンズである。合衆国のカストディアンがオフショア・ファンドに保有するアメリカ企業株は、1968-69年のちょうど二年間でおよそ9億ドルから23.5億へ急増した。
店頭市場から起こった全米証券取引所の機関化現象は、民主性を担保されないまま一方的に展開した。
1970年にペン・セントラル鉄道会社が倒産。同社の発行した8千万ドル超のコマーシャルペーパーはゴールドマンにより発行されていた。証券取引委員会などから起訴され、今日のCP 利率に落ち着いた。
1981年にアーロン商会（J. Aron & Company）を買収した。南米とイスラエルに顔の利く大規模な輸入業者で、コーヒーと金の国際市場で活躍していた。外為取引までも手がけるアーロン商会を吸収し、ゴールドマンはCEOまで送った。
1986年にゴールドマン・サックス・アセット・マネジメントを立ち上げ、ミューチュアルファンドやヘッジファンドの運用サービスをスタートした。1989年8月17日、ゴールドマン・サックスのロバート・フリーマンは、ドレクセル・バーナム・ランバートのマーティン・シーゲルと共謀した不法取引の容疑を認めた。後日に提出されたフリーマンの辞表に謝罪の言葉はなかった。

### レバレッジ・マニア
ジョン・コーザイン時代の1998年にはLTCMの救済融資に参加している。
世界金融危機では連邦準備制度からベイルアウトを受けた。外為取引担当のトレーダーらは2008年から13年初めにかけてチャットルームを通じ、他の金融機関と顧客情報を不正に共有するなどしていた（外国為替スキャンダル）。
2010年、ゴールドマン・ショックの震源となった。翌年、Paulson & Co. との関係が追及される。
2012-2013年、1MDB債を引受。2013年4月、ドイツ銀行をともないApple社債170億ドルを引受け。
2014年、海底ケーブルの国際カルテルに子会社を参加させていた連帯責任で制裁を受けた。
2016年1月、世界金融危機につながった住宅ローン担保証券の不正販売を巡り、制裁金等33億ドルと借り手救済金18億ドルで和解したことが明らかになった。9月、ゴールドマン出身者のヘッジファンド（Och-Ziff Capital Management）が連邦海外腐敗行為防止法違反で4億1300万ドルを支払うことになった。ファンドの賄賂はリビア、チャド、ニジェール、ギアナ、そしてコンゴ共和国各政府に供与されていた。これらの国々は多国籍銀行の市場となって久しい。連邦海外腐敗行為防止法はロッキード事件を立法事実とするが、その1970年代からシャドー・バンキング・システムが成長してきたことや、ロッキード事件で賄賂が年金という機関投資家を経由して支払われていたことは、40年経っても変わらない腐敗構造を示す事実である。
なお、2016年よりゴールドマンはオンライン銀行「GSバンク」をリテール事業として開始した。
2017年5月、ベネズエラ中央銀行からベネズエラ国営石油会社2022年社債28億ドルを購入した。
2017年11月、アメリカ合衆国大統領のドナルド・トランプの訪中にあわせ、中国投資と米国の製造業などに投資する50億ドル規模の共同ファンド「米中産業協力パートナーシップLP」の設立合意に調印した。
2022年10月24日、 中国の物流・インフラ不動産資産への投資を促進するため、同国物流企業の森瑶と合弁会社を立ち上げた。

### 日本版 マグニフィセント・セブン “セブン・サムライ” 選定
米国株で時価総額上位のグロース株「マグニフィセント・セブン（GoogleのAlphabet、Apple、Facebook、Amazon、Microsoft、エヌビディア、テスラ）」になぞらえ、日本の株式市場を代表する7銘柄「セブン・サムライ（七人の侍）」を選定。

## 財団
ニューヨークを拠点とする非営利の民間財団で、ゴールドマン・サックスの子会社。

## 日本事業
GSJH（ゴールドマン・サックス・ジャパン・ホールディングス有限会社）の金融持株会社の下に置かれている。
- GSJCL（ゴールドマン・サックス証券株式会社）
- GSAMC（ゴールドマン・サックス・アセット・マネジメント株式会社）
- GSRJL（ゴールドマン・サックス・リアルティ・ジャパン有限会社）

の3つの会社から構成されている。
2001年、カバードワラントの売買で重要な事項につき誤解を生ぜしめるべき表示をする行為（証券会社の行為規制等に関する内閣府令第4条第1号）を行ったとして、ゴールドマン・サックス証券会社東京支店に対して業務停止命令が下された。
2003年に、ダイエーから新浦安オリエンタルホテル（浦安市）、神戸メリケンパークオリエンタルホテル（神戸市）、なんばオリエンタルホテル（大阪市）、ホテルセントラーザ博多（福岡市）の4つのホテルを買収した。また、三井住友フィナンシャルグループの優先株を保有している。8月に民事再生法の適用を受けた緑営グループ9社の再建も支援することになった。カバードワラントとして、eワラントを販売し、株のワラントのみならず、為替、金や原油先物のワラントも開発した。
エヌ・ティ・ティ・ドコモの海外におけるIPOをサポートしている。また、リップルウッド・ホールディングスの日本長期信用銀行（現SBI新生銀行）の買収をサポートした。
通信関連では、イー・アクセスやイー・モバイルにも出資し、ワイモバイル社長としてエリック・ガンを派遣している。他にも、経営不振のゴルフ場を次々に買収し、アコーディア・ゴルフとして再編。日本最大級のゴルフ場運営業者となっている。
大阪にあるユニバーサル・スタジオ・ジャパンの運営会社である、ユー・エス・ジェイに投資している。これについては、米国本社100%出資の有限会社クレインホールディングスを通して出資している。
2021年に銀行免許を取得し、2023年4月から企業向けの銀行業務を開始した。しかし、2024年2月29日付けで銀行業廃止の公告を出し、同年4月15日に業務を終了予定。1年で銀行業務から撤退することになった。

### ゴールドマン・サックス・アセット・マネジメント
2004年に、ゴールドマン・サックス・アセット・マネジメントが郵便貯金と簡易生命保険の投資顧問会社となった。
2014年4月、ゴールドマン・サックス・アセット・マネジメントなど数社が公的年金を運用する年金積立金管理運用独立行政法人(GPIF)から運用を委ねられたことが報じられた。同年10月、GPIFは国内株式での運用比率の目安を12％から20％台半ばに大幅に引き上げる方向で調整に入った。麻生太郎財務相との協議を経て塩崎恭久厚生労働相が決定するという。従来の上限は18％だった。一連の動きに対しては、株価対策の道具にされかねないという批判が出ている。

### ゴールドマン・サックス・リアルティ・ジャパン
ホテルやゴルフ場など多様な不動産資産のアセットマネジメントを行っている。
2024年、日本のマンション管理会社である日本ハウジングを約770億円（5億3,000万ドル）で買収。同買収により、日本国内の不動産管理事業への影響力を強化。
2025年1月、アジア・パシフィック・ランドと提携し、日本国内でのデータセンター事業に参入。

### ゴールドマン・サックス・ジャパンの人物
カッコ内は在籍期間
- 持田昌典（1985-2023）
- 神谷秀樹（1984-1992）
- 松本大（1990-1999）
- 土岐大介（1990 - 2016）
- 渋澤健（1994 - 1996）
- キャシー松井（1994-2020）
- 佐護勝紀（1992 - 2015）
- 植田栄治[27]（？ - 2019） - 債券トレーディング
- 河西利信（1999 - 2012）- ゴールドマン・サックス・リアルティ・ジャパンを設立
- 藤野英人（2000-2003）- ゴールドマン・サックス・アセットマネジメント
- 田内学（2003 - 2019）
- 時煒（2004 - ？）
- 田中渓[28]（2007 - 2024） - 投資部門

## ガバメント・サックス
ゴールドマン・サックスは米国政府との密接な関係から「ガバメント・サックス」とも呼ばれており、ビル・クリントン政権ではロバート・ルービン、ジョージ・W・ブッシュ政権ではヘンリー・ポールソン、ドナルド・トランプ政権ではスティーブン・ムニューシンをアメリカ合衆国財務長官に輩出している。

## 不祥事
2010年代、元幹部が1MDB汚職事件について、アブダビ系ファンドの内外から巨額の資金流用に関わった。2020年10月23日、アメリカ司法省など欧米アジアの規制・監督当局は22日、1MDBを舞台とした汚職事件への関与を巡り、ゴールドマン・サックスに制裁金を科すと発表した。罰金総額は29億ドル超となった。同社はアジア子会社の有罪も認めた。